# Achiyalabopa
Achiyalabopa era um deus, em forma de uma grande ave, dos índios pueblo. Ele é retratado como um pássaro de enorme tamanho, com penas multicoloridas e afiadas como facas. Era considerado uma criatura celestial, sendo ligada ao momento da criação.